# Mezzeno
Der Mezzeno war ein historisches Volumen- und Getreidemaß in Regionen, die heute zu Kroatien und Italien gehören.
- Dalmatien: 1 Mezzeno = 1/8 Moggio = ½ Stajo (Venedig)
- Illyrien:1 Mezzeno = 41,3 Liter
- Dalmatien: 1 Mezzeno = 41,66 Liter
- Insel Pag: 1 Moggio = 8 Mezzeni = 16800,9 Pariser Kubikzoll = 333,2688 Liter[1]
- Korsika: 1 Stajo (Scheffel) = 2 Mezzini zu 6 Bacini = 4968 Pariser Kubikzoll = 98,547 Liter[2]
- Triest: 1 Mezzeno = 41,3 Liter
- Venedig: 1 Mezzeno = 41,65 Liter